# Лукреция Ландриани
Лукрèция Ландриàни (на италиански: Lucrezia Landriani; * ок. 1440, Милано, Миланско херцогство) е италианска благородничка, графиня, метреса на миланския херцог Галеацо Мария Сфорца и майка на известната графиня на Форли и господарка на Имола Катерина Сфорца.

## Биография
Лукреция е родена в Милано около 1440 г. Няма сведения за ранните ѝ години и за родителите ѝ. В портрет на художника Пиеро дел Полайоло, приписван на Лукреция, тя изглежда много красива, с руса коса, сини очи и елегантни черти.
Тя е съпруга на граф Джан Пиеро Ландриани, придворен в миланския херцогски двор и доверен приятел на херцог Галеацо Мария Сфорца (* 1444, † 1476). Лукреция става любовница на херцога около 1460 г. и остава такава в продължение на 16 години до неговото убийство. Галеацо Мария е син на миланския херцог Франческо Сфорца и на съпругата му Бианка Мария Висконти, наследница на династията Висконти. След смъртта на баща си на 8 март 1466 г. Галеацо Мария става 5-ият херцог на Милано. Децата, които Лукреция му ражда, са припознати и осиновени от съпругата на херцога Бона Савойска. Те са въведени в херцогския двор и са поверени на грижите на баба им по бащина линия Бианка Мария Висконти, която ги образова в изкуството на дипломацията, управлението и боравенето с оръжие. Най-надареното и забележително дете на Галеацо и Лукреция е Катерина, която е обучавана в изкуството на дипломацията и войната от баба си. Това са необходимите умения в политическата атмосфера на Италия от XV век, белязана от интриги, предателства, убийства и непрекъснати раздори поради интензивното съперничество на градовете-държави и техните владетели.
На 26 декември 1476 г. Галеацо Мария Сфорца е жертва на конспирация и е убит в църквата „Санто Стефано“ в Милано. Най-големият от децата му от Бона Савойска – Джан Галеацо Сфорца, го наследява като милански херцог под регентството на майка си.
Лукреция умира на неизвестна дата.

## Брак и потомство
От съпруга си Джан Пиеро Ландриани има син и дъщеря, с чието образование се занимава:
- Пиеро Ландриани, става кастелан на крепостта Форлимпополи;[3]
- Бианка Ландриани, ∞ за Томазо Фео, син на Гаспаре Фео и кастелан на крепостта Равалдино в град Форли.

От любовника си херцог Галеацо Мария Сфорца има двама сина и две дъщери:
- Карло Сфорца (* 1461, Павия; † 9 май 1483, Милано), граф на Маджента (1476), господар на Кастеджо; ∞ 1478 за Бианка Симонета († 1487, Финале), графиня на Галиате, дъщеря на граф Анджело Симонета, от която има две дъщери;
- Катерина Сфорца (* ок. 1463, Милано; † 28 май 1509, Флоренция), господарка на Имола и графиня на Форли, ∞ 1. 1473 за Джироламо Риарио (* 8 февруари 1443, Савона, † 14 април 1488, Форли), граф Риарио, господар на Имола (от 1473 г.) и на Форли (от 1480 г.), от когото има петима сина и една дъщеря, 2. 1489 за Джакомо Фео (* 1468, Форли; † 27 август 1495, Форли), асистент и роднина на 1-ия ѝ мъж, кастелан на крепостта на Ривалдино, от когото има един син, 3. 1497 за Джовани де Медичи, нар. Народния (il Popolano) (* 21 октомври 1467, Флоренция, † 14 септември 1498, Сан Пиеро ин Баньо), политик, от когото има един син – известния кондотиер Джовани дале Банде Нере;
- Алесандро Сфорца (* 1465, Павия; † 1523, Милано), господар на Франкавила (1487), временен губернатор на Краля на Неапол, ∞ ок. 1490 за Барбара дей Конти Балбиани ди Валкиавена († ок. 1520), от която има една дъщеря.
- Киара Сфорца (* 1467, Павия; † 1531, Генуа), ∞ 1. 1481 за Пиетро II дал Верме († 1487), 2-ри граф на Сангуинето и господар на Виджевано, бездетна 2. 1488 за Фрегозино Фрегозо (* 1460, Генуа, † 10 януари 1512, Болоня), граф на Нови, генуезки патриций, от когото има двама сина.